# Piotr Komornicki
Piotr Komornicki (ur. 24 sierpnia 1952 w Krakowie) – polski polityk, zootechnik, były wojewoda krośnieński oraz burmistrz miasta i gminy Iwonicz-Zdrój.

## Życiorys
W 1977 ukończył studia na Wydziale Zootechnicznym Akademii Rolniczej w Krakowie. Do 1990 zajmował stanowiska specjalisty w instytucjach administracji rolnej. Następnie do 1994 był dyrektorem wydziału w urzędzie wojewódzkim. W latach 1994–1997 sprawował urząd wojewody krośnieńskiego.
W latach 1998–2002 sprawował mandat radnego sejmiku podkarpackiego I kadencji. W 1998 został powołany na stanowisko burmistrza miasta i gminy Iwonicz-Zdrój, w 2002 skutecznie ubiegał się o reelekcję w wyborach bezpośrednich. W 2001 i w 2011 bez powodzenia kandydował do parlamentu, a w wyborach samorządowych w 2006 również bezskutecznie ubiegał się o stanowisko burmistrza i mandat radnego sejmiku. Kandydował także w 2010 i 2018 ponownie do sejmiku, a w 2014 do rady miasta Iwonicz-Zdrój.
Należy do Polskiego Stronnictwa Ludowego.
Pochodzi ze szlacheckiego rodu (pieczętującego się w przeszłości herbem Nałęcz). Jest synem Tomasza Komornickiego oraz młodszym bratem Jana i Stanisława Komornickiego. Odznaczony m.in. Złotym Krzyżem Zasługi (1999).